# Сисиан
Сисиан (на арменски: Սիսիան) е град в република Армения, намиращ се в област Сюник.

## География
Градът се намира на 215 километра от столицата Ереван и на 115 километра от областния център Капан.

## История
Исторически съвременния град е бил част от Цуккски гавар. През 7 век става част от Велика Армения. През 1960 година след построяването на Воротанската каскада населението на града значително се увеличава.

## Култура
Зорац карер е една от най-големите забележителности в региона. Историческият музей в града, който носи името на Никохайос Адонц, отваря врати през 1989 година.
В градът се издават два вестника – „Воротан“ и „Воротанский Гоганиер“.